# 邵万生
邵万生是中華人民共和國上海市一家販賣糟醉食品的商店。原名邵萬興南貨店。清朝清文宗咸豐二年（1852年）由寧波人邵氏創辦，主營寧波風味食品。原店址位於今吳淞路。後商店搬遷至今南京東路。由於顧客當中寧波人較多，他們時常將「邵萬興」錯讀成「邵萬生」。之後商店名將錯就錯也改為「邵萬生」。1935年，邵氏之子邵厥遜將店面轉讓給許氏。